# Myadestes
Myadestes – rodzaj ptaków z rodziny drozdowatych (Turdidae).

## Zasięg występowania
Rodzaj obejmuje gatunki występujące w Ameryce i na Hawajach.

## Morfologia
Długość ciała 16–21,5 cm, masa ciała 21,5–52 g.

## Systematyka

### Etymologia
Greckie μυα mua – mucha < μυια muia, μυιας muias – mucha; εδεστης edestēs – zjadacz < εδω edō – jeść.

### Podział systematyczny
Do rodzaju należą następujące gatunki:
- Myadestes townsendi (Audubon, 1838) – klarnetnik północny
- Myadestes myadestinus (Stejneger, 1887) – klarnetnik krótkodzioby – takson wymarły najprawdopodobniej w latach osiemdziesiątych XX wieku[7]
- Myadestes lanaiensis (S.B. Wilson, 1891) – klarnetnik blady
- Myadestes obscurus (J.F. Gmelin, 1789) – klarnetnik siwy
- Myadestes palmeri (Rothschild, 1893) – klarnetnik wąsaty
- Myadestes elisabeth (Lembeye, 1850) – klarnetnik kubański
- Myadestes genibarbis Swainson, 1838 – klarnetnik rdzawogardły
- Myadestes occidentalis Stejneger, 1882 – klarnetnik brązowoskrzydły
- Myadestes unicolor P.L. Sclater, 1857 – klarnetnik jednobarwny
- Myadestes melanops Salvin, 1865 – klarnetnik czarnolicy
- Myadestes coloratus Nelson, 1912 – klarnetnik okopcony
- Myadestes ralloides (d’Orbigny, 1840) – klarnetnik andyjski